# روزا إلداروفا
روزا عبد البصيروفنا إلداروفا (21 ديسمبر 1923 - 4 يوليو 2021)، هي صحفية وكاتبة وسياسية سوفيتية وروسية، وكانت أول امرأة تشغل أعلى منصب سياسي في داغستان. تم انتخابها رئيسة لهيئة رئاسة مجلس السوفيت الأعلى لجمهورية داغستان الاشتراكية السوفيتية ذاتية الحكم (DASSR) في مارس 1962.

## جوائز وتشريفات
- وسام لينين [1]
- وسام ثورة أكتوبر.
- أوامر مرتين للراية الحمراء للعمل.
- وسام الصداقة بين الشعوب.
- ميدالية «لبسالة العمل».